# Династія Северів

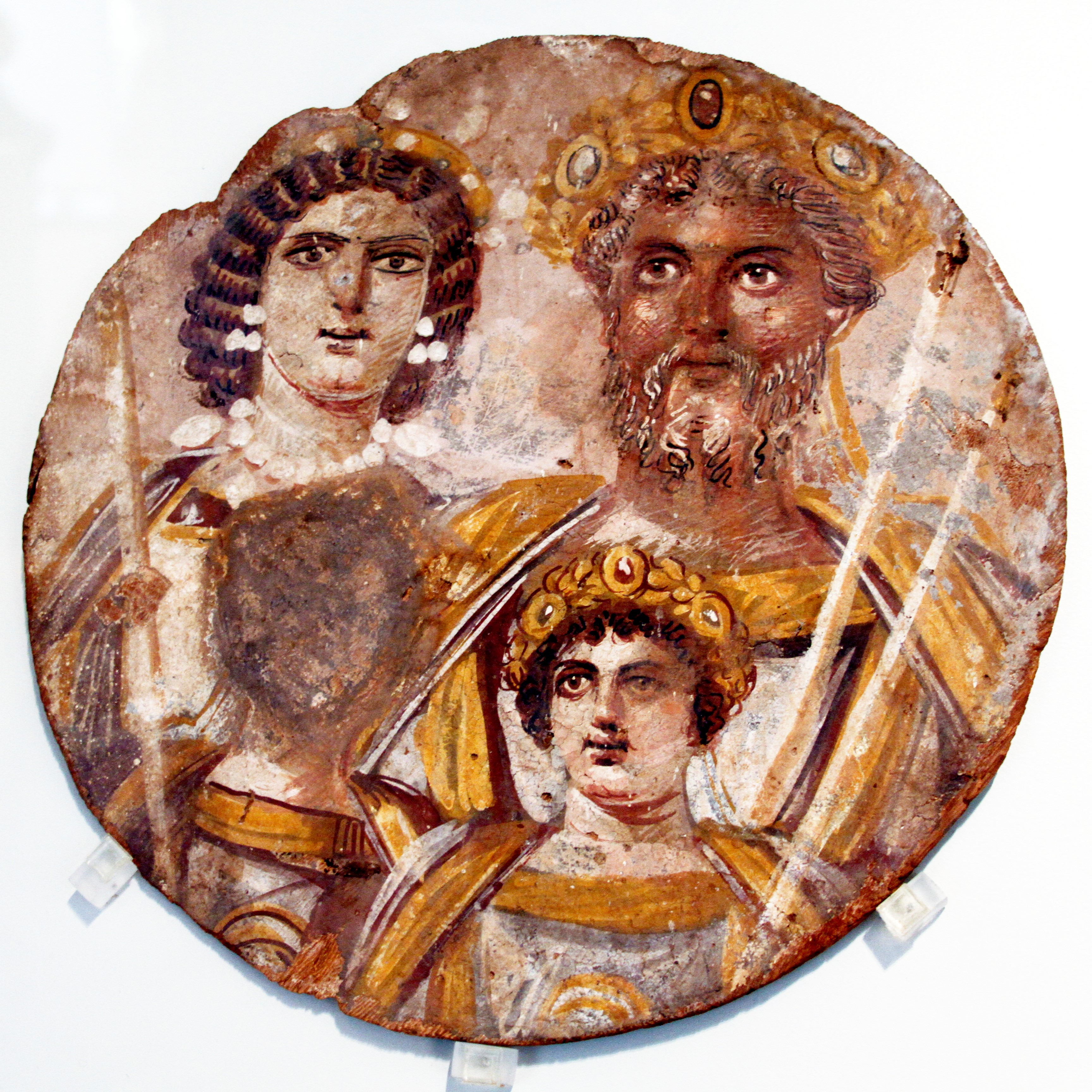
Тондо з зображенням Септімія Севера, його дружини Домни та дітей — Гети і Каракалли. Після вбивства Гети Каракаллою зображення Гети були знищені (див. Damnatio memoriae).

Династія Северів (лат. Severi) — династія римських імператорів у 193—235. Була заснована Септимієм Севером, який прийшов до влади як переможець громадянської війни 193—197 років. У 235 році вона припинала своє існування, коли був убитий останній її представник Александр Север. Севери створили військово-бюрократичну монархію, яка захищала інтереси широких кіл рабовласників. Політика Северів (за винятком Александра) носила антисенатський характер.
Власне кажучи, тільки два правлячих імператора — Каракалла (211—217) і Ґета (211) були прямими нащадками Септимія Севера, оскільки після своєї смерті Каракалла не залишив прямих нащадків. Двоє останні представників династії — Геліогабал (218—222) та Александр Север (222—235), які продовжували керувати імперією після короткої перерви Макріна (217—218) були онуками від шлюбу Юлії Меси, невістки Септимія Севера. Тому їх також називають «сирійськими імператорами». Але вони наполягали на своєму зв'язку з Антонінами, і цим виправдовували свої претензії на правління. Оскільки обидва вони були обрані імператорами в підлітковому віці, і їх батьки вже не були живі, то їх матері і бабусі, зокрема Юлія Меза, грали ключову роль у римській політиці.
Хоча Септимій Север успішно відновив порядок в імперії після потрясінь кінця II-го століття, династія мала вкрай нестабільні сімейні відносини, а також постійні політичні заворушення, що віщували неминучу кризу третього століття. Це була одна з останніх ліній Принципату, заснованого Августом.
До Северів належали:
- Септимій Север (193—211)
- Каракалла (211—217)
- Гета (211—212)
- Геліогабал (218—222)
- Александр Север (222—235)

## Імператори

### Септимій Север

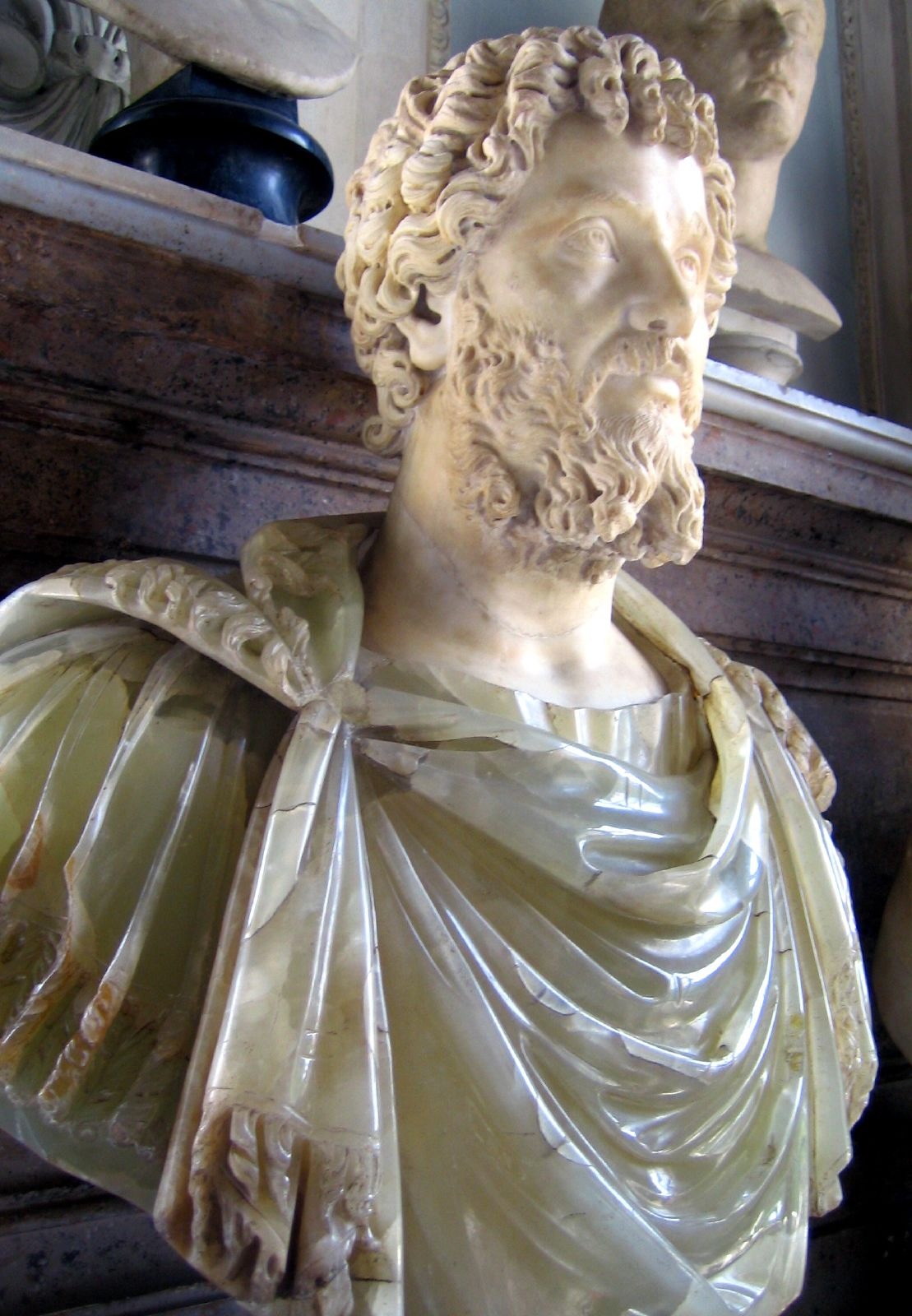
Бюст Септимія Севера

Луцій Септимій Север народився в сім'ї вершника в Лептіс-Магне, у римській провінції Африка. Він дослужився до посади консула при пізніх Антонінах. Пізніше, він одружився з Юлією Домною, яка народила двоє дітей, Каракаллу і Гету. Згодом він був проголошений імператором в 193 році своїми легіонерами в Норікумі під час громадянської війни, що наслідувала року П'яти імператорів. Невдовзі він став правити одноосібно в 197 році після перемоги над своїм останнім суперником, Клодїєм Альбіном у битві біля Лугдуна. Север усвідомлював той факт, що його правління тримається тільки на відданості його легіонів, тому він збільшив їм платню. У свою чергу це викликало зростання податку. Щоб забезпечити своє правління фінансами, він проводив репресії проти своїх супротивників та конфісковував їхнє майно. Після перемоги над Альбіном він стратив багато сенаторів.
Север вів успішну війну проти парфян, та згодом провів кампанію проти варварів у Британії, зокрема відновивши Адріанів вал. Мав погані стосунки з Сенатом, але був популярний серед простих людей, у тому числі среди легіонерів. Починаючи з 197 року, його префект преторіанців Гай Фульвій Плавціан готував змову проти імперератора, але був розкритий і страчений у 205 році. Одночасно з цим, Север продовжував офіційне переслідування християн і євреїв.
Север помер під час кампанії в Британії. Йому наслідували його сини Каракалла і Гета, які правили під впливом їхньої матері, Юлії Домни.

### Каракалла

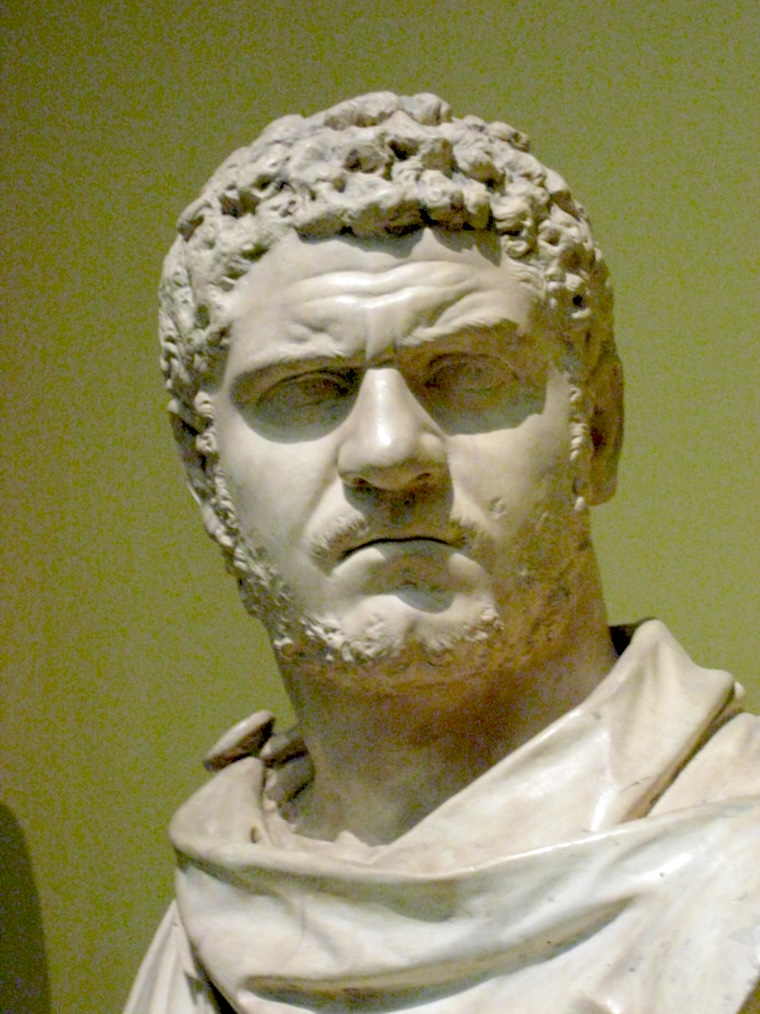
Бюст Каракалли

Був старшим сином Септимія Севера. Народився в Лугдунумі (Ліоні) 4 квітня 188 року.  «Каракалла» — це прізвисько, яке походить від гальскої туніки з капюшоном, яку він зазвичай носив, навіть під час сну. Після смерті батька, Каракалла був проголошений імператором зі своїм братом-співправителем Гетою. На думку Діона Кассія, він доклав руку до смерті батька На відміну від набагато більш успішного спільного правління Марка Аврелія і його брата Луція Вера в попередньому столітті, відносини між двома братами-сіверянами були ворожими з самого початку. Конфлікт між братами завершився вбивством Гети менш ніж через рік після смерті їх батька. Сам же Каракалла відзначався щедрими виплатами легіонерам і безпрецедентною жорстокістю. Його правління відзначилося численними вбивствами політичних ворогів і суперників. Він вів зі змінним успіхом війну проти алеманів. У 212 році Каракалла прийняв едикт, який надав усім мешканцям імперії права римського громадянства. Терми Каракалли в Римі є найстійкішим пам'ятником його правління. Був убитий під час походу проти парфян преторіанською гвардією на чолі з префектом Макріном.

### Гета

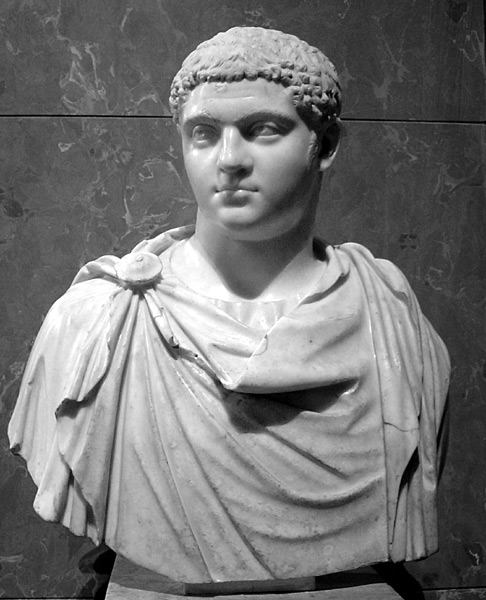
Бюст Гети

Молодший син Септимія Севера та його другої дружини Юлії Домни. Став співправителем свого старшого брата Каракалли після смерті батька. Відносини між двома братами були ворожими з самого початку, а згодом вони почали ненавиділи один одного. Справа дійшла навіть до розділу імперії, по якому молодшому брату відходила Азія, а старшому — Європа, але їхня мати виступила проти цього. Гета був убитий у домі своєї матері за наказом Каракалли, який згодом, наклавши на ім'я брата Damnatio memoriae, правив, як єдиний імператор.

### Геліогабал

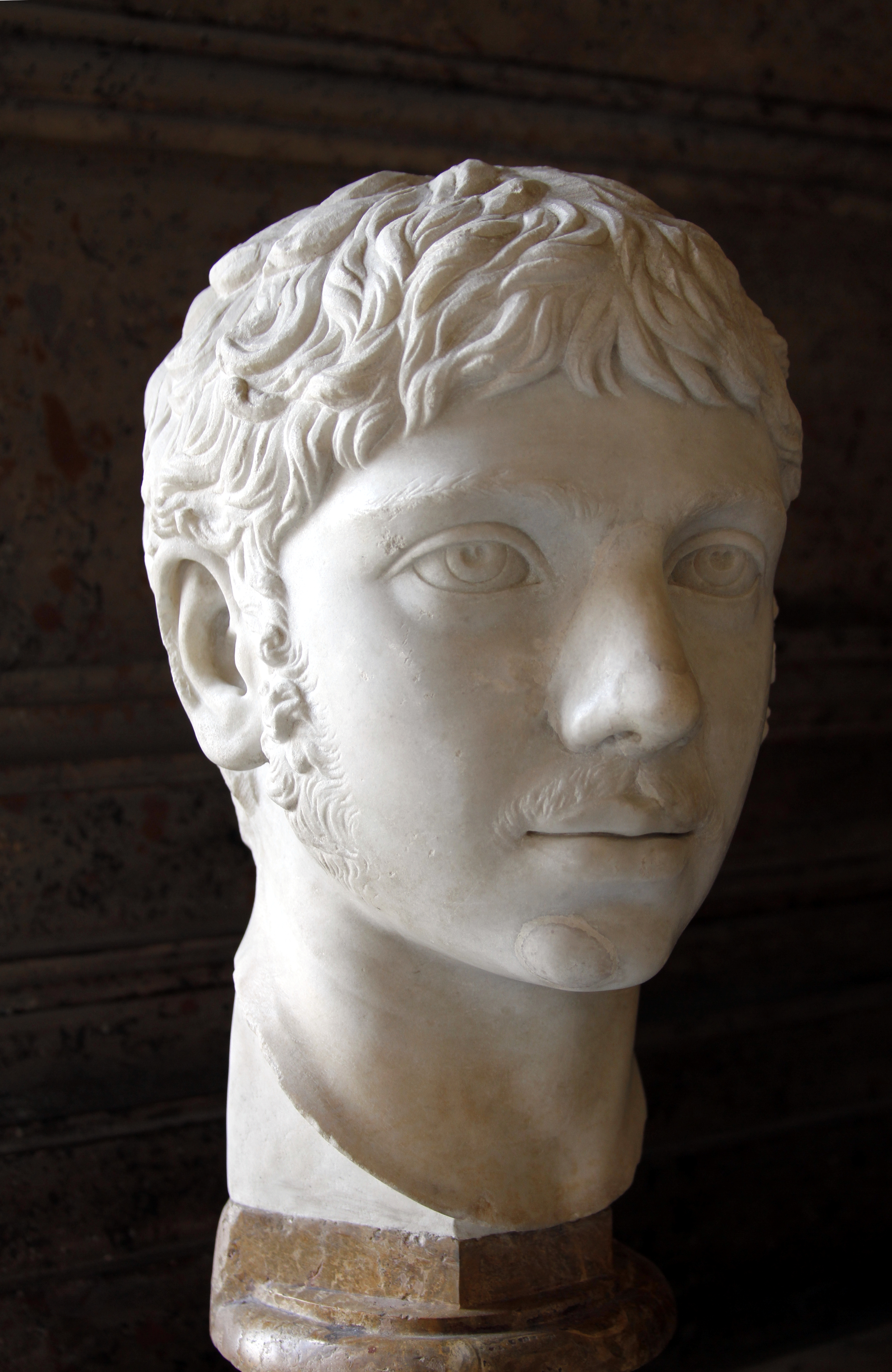
Бюст Геліогабала

Геліогабал народився в 204 році і мав при народженні ім'я Марк Аврелій Антоній. Саме слово «Elagabalus» є ім'ям сирійського бога сонця Елагабала, священиком якого Антоній став у ранньому віці. Зайняв трон після вбивства Макріна в результаті інтриг Юлії Мези. Вона переконала солдат з III Гальського легіону присягнути йому, як імператору, використовуючи своє величезне багатство, а також твердження, що Каракалла спав зі своєю дочкою і що хлопчик був його незаконнонародженим сином. Пізніше він був коронований, як імператор солдатами.
У період правління Геліогабала відбулося багато повстань — Селевка, Квартина і Таврина. Сенат за Геліогабала був абсолютно принижений включенням до його складу великою кількістю вихідців з Азії. Магістратура стала надбанням акторів, вільновідпущеників і слуг.
Завдав офіційній римській релігії сильного удару введенням культу сирійського бога сонця, якого визнав вищим за Юпітера та на честь якого побудував храм на Палатині. Там імператор щодня, в сирійському костюмі чинив богослужіння.
За свідченнями Діона Кассія, вів небувало марнотратний та розпутний спосіб життя. Через це управління Імперією в цей час лягло на його бабусю та матір. Бачачи, що обурлива поведінка її онука може коштувати їй влади, Юлія Меза переконала Геліогабала визнати його двоюрідного брата Александра Севера Цезарем (тобто номінально майбутнім Імператором). Александр був популярний серед військ, які були обурені поведінкою Геліогабала. Заздрячи цій популярності, Геліогабал забрав титул Цезаря у Александра, що розлютило преторіанську гвардію. Він та його мати були вбиті під час заколоту.

### Александр Север

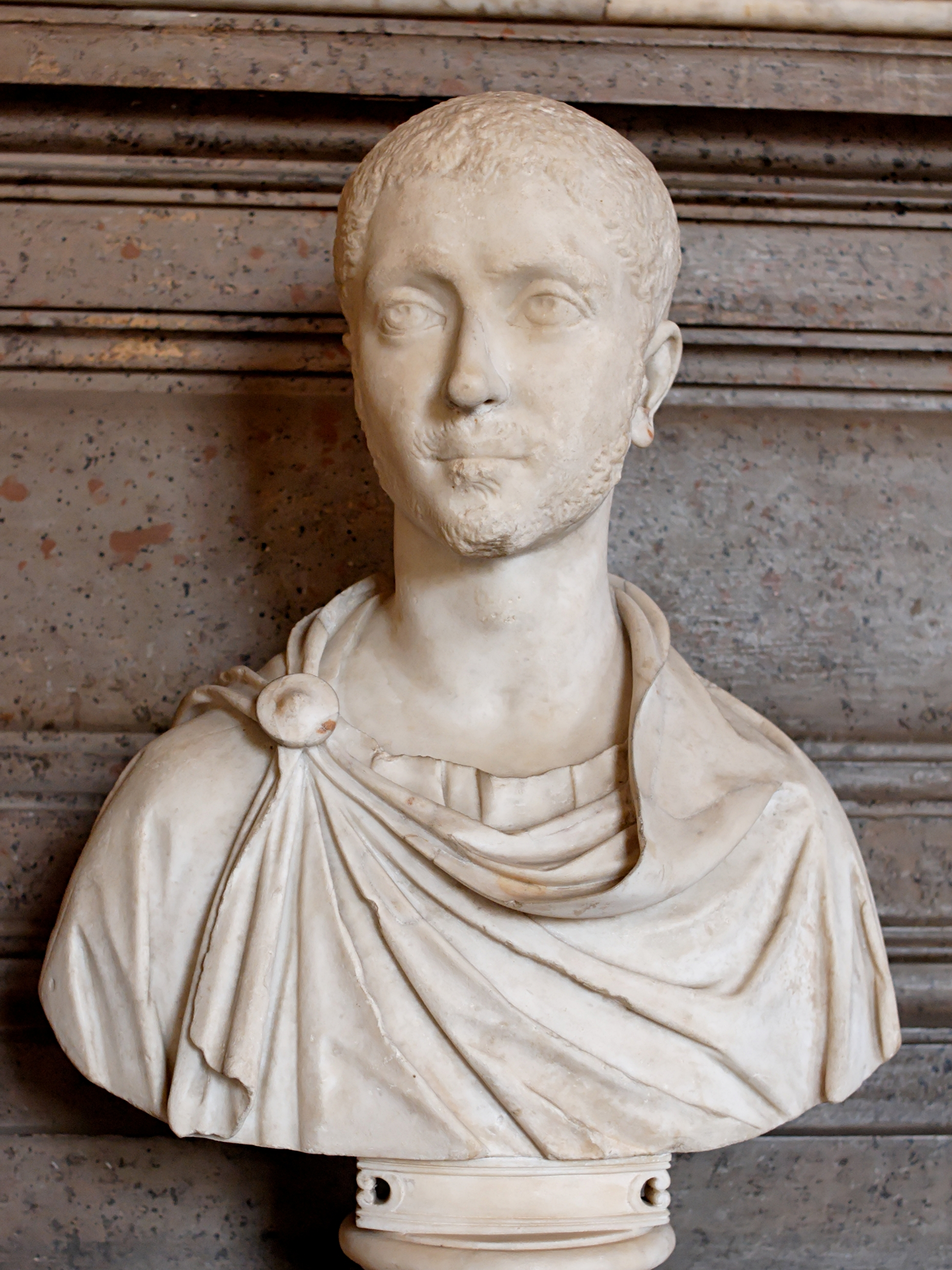
Бюст Александра Севера

Александр був проголошений імператором під ім'ям Марка Аврелія Севера Александра. Зійшов на трон у віці тринадцяти років. Александр був повною протилежністю своєму двоюрідному брату. Він отримав прекрасну освіту. Однак Александр був вкрай м'який і слабовільний. До кінця свого життя він не виходив з-під влади матері.
За Александра відбулося повернення до споконвічних римських традицій. Елагабал був виключений з римського пантеону, а его храм зруйнований. Сенат знову зайняв впливове становище. Громадянські тенденції повноправно існували у всіх галузях державного життя на різкому контрасті з військовим характером політики перших Северів.
Однак ніякого поліпшення це не принесло, оскільки важкий стан державних фінансів змусило уряд знизити платню легіонерам. Це викликала різке невдоволення армії. Всупереч намірам уряду полегшити податковий гніт, фінансові труднощі змушували збільшувати його. Особливо помітно зростали прямі податки, призвело до зубожіння населення. Крім того, часи правління Александра відзначилися масштабними війнами на кордонах імперії. Близько 230 року, Персія вторглася до Сирії та Каппадокії. Римлянам вдалося зупинити наступ персів, згодом, і їм самим довелося відступити. Врешті-решт, у 233 році, війна просто зупинилася. Одночасно з цим, варвари ледве не прорвали кордон на Дунаї та Рейні. І якщо у Фракії та Паннонії кордон вдалося втримати, то на Рейні ситуація стала катастрофічною. Не бажаючи воювати, Александр відправив до варварів посольство з пропозицією відкупу. Це збурило легіонерів, які повстали та обрали нового імператора. Невдовзі, Александр та Мамея були вбиті змовниками під проводом Максиміана Фракійського.

## Військова політика

### Війни на східному кордоні
Війна з парфянами, а потім й з персами, була невідкладною проблемою римської зовнішньої політики в часи правління Северів. Парфяни спочатку стали на бік Песценнія Нігера, але потім використали часи слабкості імперії під час бурхливих громадянських воєн 193—197 років задля наступу на римські території. У відповідь, після своєї перемоги над Альбіном, Септимій Север почав широкомасштабний контрнаступ на парфян. Парфяни не чинили великого опору. Зокрема, римлянам вдалося завоювали Ктесифон, столицю Парфянської імперії. Однак спроба Севера захопити стратегічно важливе місто Хатра, правителі якого, як і парфянський цар, підтримували Нігера, закінчилося невдачею. В цілому, кампанію все ж таки можна було вважати успішною. Її результатом стало забезпечення римського панування в північній Месопотамії та стабілізація східного кордону. Провінція Месопотамія, створена Севером, ще довго залишалася невід'ємною частиною Римської імперії.
Каракалла поклав кінець миру, досягнутого Септимієм Севером на Сході, почавши агресивну війну проти парфян. Він мав намір, як і Александр Македонський, знищити Парфянську імперію. Однак, цей план так і залишився нездійсненним, через вбивство Каракалли у 217 році змовниками. Його недосвідченому у військовій справі наступнику Макріну довелося відбивати парфянський наступ. Однак, він зазнав поразки у битві при Нісібісі й потім був змушений укласти невигідний для Риму мирний договір та виплатити значну контрибуцію. Проте йому вдалося уникнути територіальних втрат, оскільки парфянскому царю довелося вирішувати невідкладні внутрішні проблеми.
У часи правління Александра Севера припинила своє існування Парфія, на місці якої царем Ардаширом I  була створена Держава Сасанідів. Після зміцнення своєї влади Ардашир, близько 229 року напав на римські території у північній Месопотамії. Він відмовився від пропозиції миру, запропонованого імператором, яке він, можливо, витлумачив як слабкість, і тому Александр був змушений взяти участь у черговій війні.
Метою наступу римлян в 232 році було знову повернути втрачений Ктесифон, але одна з трьох частин римської армії під час наступу зазнала настільки важких втрат, що імператор кинув їй на допомогу всі наявні резерви, що при відступі стало причиною великих втрат. Але перси не скористатися досягнутим успіхом, так як були значно ослаблені війною. Бойові дії фактично зупинилися. Хоча мир не настав, війна на східному кордоні зупинилася. До кінця правління Северів ситуація там залишалася стабільною. Римляни та перси зосередили увагу на інших ділянках своїх кордонів.

### Війни на північному кордоні
Менш критичною, аніж на Сході, склалася ситуація на Рейнському та Дунайському кордоні. При Септимії Севері там було доволі спокійно. Тільки при правлінні Каракалли виникла ситуація, яка вимагала особистої присутності імператора. Похід Каракалли проти аллеманів у 213 році був доволі успішним. Він закінчилося мирною угодою, за якою варвари повинні були сплачувати данину римлянам. Це призвело до встановлення миру на два десятиліття.
Ситуація на кордоні погіршилася тільки тоді, коли Александру Северу довелося зняти велику частину війська з рейнського та дунайського лімесу для перської війни. Ослабленням кордону скористалися тевтони у 233—234 роках, влаштувавши великі набіги, під час яких вони зруйнували багато прикордонних укріплень. Імператор виступив проти них в 235 році, але він шукав можливість підкупити вождів алеманів, а не перемогти їх в бою. Це збурило війська і проти Александра спалахнув заколот, в результаті якого він був убитий.
Ще раніше, у Британії, коли Клодій Альбін виступив проти Севера, він оголив північний кордон. Таким чином, тутешні племена змогли проникнути глибоко в римські землі й здійснити чималі руйнування. Після закінчення громадянської війни римляни знову зайнялись забезпеченням безпеки кордонів. У 208 році Септимій Север особисто відправився до Британії, аби здійснити похід, основна мета якого, ймовірно, полягала у розповсюдженні римського панування на території, що лежали на північ від стіни Адріана. Цей похід тривав до смерті імператора. Його наступники, Каракалла і Гета, відмовилися від територіальної експансії і уклали мир.

## Легітимізація влади
Септимій Север прийшов до влади завдяки вірним йому військам, які й обрали його імператором. Проте він прикладав усі сили, аби у Римі його не вважали узурпатором. Він виправдовував свої домагання на владу, стверджуючи, що він є прийомним сином імператора Марка Аврелія. Марк Аврелій належав до п'яти добрих імператорів, правління яких вже в той час вважали золотим віком. Септимій Север, таким чином, фактично був засновником нової династії, але за допомогою прийому «усиновлення» намагався надати своєму правлінню легітимності. Север віддавав цьому неабияке значення. Тому Каракалла і Ельгабал офіційно носили ім'я Марка Аврелія Антоніна. Александр Север також називав себе Марком Аврелієм, але він відмовився від імені Антоніна, так як воно було дискредитоване його попередником Геліогабалом.
Тривале правління імператорської династії відзначалось не тільки систематичною вказівкою в іменах імператорів на свого знаменитого псевдо-предка, але також характеризувалася посиленням та узаконенням процесів сакралізації особи імператора на загальнодержавному рівні. Правлячу династію було офіційно оголошено domus divina («божественним домом»).

## Управління військами, економікою та фінансами
Глововною особливістю цієї епохи було збільшення значення питань безпеки кордонів та соціального забезпечення війська. Пріоритетність цих аспектів привела до обмежень, які мали серйозні наслідки для державних фінансів, уряду та економіки. Результати переважання фіскальної політики, яка повинна була покрити різко збільшені витрати на військо, серйозно обмежували можливості для розвитку інших галузей державного господарства. Солдати були вдостоєні небаченого підвищення платні та щедрих спеціальних виплат за рахунок решти населення. Ця політика, ініційована Септимієм Севером і посилена Каракаллою, здавалося є необхідною для продовження династії, але в кінцевому результаті виявилася катастрофічною для неї.
З точки зору політики, навряд чи можна було силою стримати або анулювати зростання руйнації економіки завдяки підвищенню податків. Дилема, яка виникла в кінцевому результаті, внесла свій внесок у падіння Александра Севера та його династії. Кажучи про становище військових у Римі, варто згадати про те, що Север нібито сказав своїм синам на смертному одрі: «Збагачуйте солдат та не зважайте на інших». Крім того, Север збільшив величину війська, створивши три нових легіони. Один з них був розквартирований неподалік від Риму. Це означало розрив з принципами ранньоімперського періоду, які мали на меті не допустити легіони в Італію. Подальші високі витрати були викликані щорічної даниною, якою Імперія купувала мир у своїх ворогів.
Севери просували імперську кадрову політику соціальної мобільності. Ще в II столітті стало зрозуміло, що немає сенсу доручати високі посади в керівництві армією сенаторам, котрі не мали необхідного командного досвіду. Таким чином, досвідчені командири низького походження змогли займати значні посади в пізній період імперії. Ця тенденція посилилася серед жителів провінції. Вона передбачала виведення досвідчених легатів на вищий соціальний шабель, що давало їм можливість зайняти більш високу військову або цивільну посаду. Багато здатних легатів отримали звання сенатора, щоб вони могли займати керівні посади, які традиційно відводилися тільки сенаторам. В цілому, офіцерський корпус стали більш професійними. Покращені можливості для просування по службі разом з фінансовими пільгами сформували комплекс заходів, які зробили професію військового більш привабливою.
Септимій Север надав солдатам право одружуватися. Це дало їхнім дітям, які були незаконнонародженими, законне право на спадок. Через це професія легіонера стала фактично спадковою. Помітно зріс зв'язок солдат з місцями служби. Цьому також допомогли виділені їм земельні ділянки. Однак це вплинуло на мобільність підрозділів. Для легіонерів, які осіли на виділеній землі, все більше ставали непопулярні походи у віддалених частинах. Великі провінції були розділені, аби зменшити ризик повстань у провінції. Провінції Британія та Сирія, де Клодій Альбін і Песценній Нігер свого часу зчиняли заколоти, були розділені на дві частини. Каракалла розділив велику провінцію Тарраконську Іспанію на дві частини. Зокрема, з того часу не існувало провінцій, де би розміщувалося більше двох легіонів.
Наслідком різкого збільшення витрат на військо стало зменшення вмісту коштовного металу у монетах і підвищення податків. Каракалла збільшив податок вдвічі на звільнення рабів і податок на спадщину з 5 до 10 відсотків. Александр Север наполягав на своєму бажанні зменшити податковий тягар, який він зумів обмежити, враховуючи складне фінансове становище. За збір податків відповідали декуріони (члени міської ради) провінційних міст, вони ж несли за це особисту відповідальність. Важливим джерелом доходу за правління Септимія Севера була масова конфіскації майна у політичних опонентів та їх прихильників.
Одним з наслідків псування монети було те, що держава стала менш схильна збирати податки у формі готівки. Зросла кількість випадків сплати податків у натуральному вигляді.

## Законодавча та судова влада
Особливістю адміністративної та правової системи пізньої Римської імперії було те, що провінції та Італія були майже зрівняні в правах. У законодавстві відзначилася тенденція до усунення традиційних привілеїв еліт була найбільш яскраво виражена у декреті Каракали про надання римського громадянства майже всім вільним жителям імперії. Це було остаточне і повне урівняння в політичних правах вільних жителів імперії. Важливо відзначити, що цей крок також був пов'язаний з фіскальною політикою, оскільки громадянство було пов'язано з податковим обов'язком, який тепер накладався на нових громадян.
Септимій Север цікавився судовою системою і проводив багато часу, приймаючи рішення по судових справах. Каракалла також присвячував багато часу юриспруденції. Александр Север розвернув інтенсивну законодавчу діяльність, особливо на початку свого правління, в 223 і 224 роках. Звід законів Юстиніана, зібрання VI століття, містить 427 нормативних актів, які відповідно до досліджень відносяться до періоду Александра] Особливу увагу він приділяв регулюванню терміна апеляції. Він намагався поліпшити свій контроль над судовою системою.
Епоха Северів була золотим часом римської юридичної літератури. Трьома найбільш відомими юристами цього періоду були Папініан, Ульпіан та Юлій Павл. Всі троє були преторіанськими префектами. Їх роботи були авторитетними для пізньої античної кодифікації римського права. Велика частина збірки складена з праць трьох юристів. Формула Ульпіана про диспенсації імператора стала загальновідомою: «Імператор звільнений від законів» (Princeps legibus solutus est). Цей принцип, який в перші роки існування принципату звільнив імператора від окремих положень цивільного права, за Северів розглядався як загальноприйнятий принцип і набув більш публічно-правовового змісту. Септимій Север і Каракалла зазвичай посилалися на нього, але також підкреслювали, що вони дійсно були звільнені від законів, але все ж жили по ним.